# ウィークエンド (バンド)
ウィークエンド（Weekend）は、1981年にヤング・マーブル・ジャイアンツが分裂した後、アリソン・スタットンによって結成されたバンドである。このバンドは、実際には2つのプロジェクトが合併されたものだった。スタットンは、1981年夏にウェールズのカーディフにて、「Z Block Records」や「Reptile Ranch」のギタリストであったスパイクと作曲を開始した後、ロンドンへと移り、「Methodishca Tune」のサイモン・エマーソン（当時はサイモン・ブースと名乗っていた）とチームを組んだ。バンドは1981年12月にラフ・トレード・レコードと契約したが、録音したのは1枚のスタジオ・アルバム『ラ・バリエテ』だけだった。
『ラ・バリエテ』は1982年にラフ・トレード・レーベルからリリースされると、インディー・チャートの4位を記録し、15週間もチャートにとどまっていた。いわゆるポストパンクの精神からの大胆で新しい出発として作品は批評家からの賞賛を受け、セイント・エティエンヌ、ザ・サンデイズ、ベル・アンド・セバスチャン、その他多くのミュージシャンに大きな影響を与えた。
チェリー・レッドによれば、『ラ・バリエテ』は「ジャズを背景として、美しく実現された繊細な曲のコレクションであり、サンバ、キャバレー、アフロビート、とても個人的で告白的なポップスを含む、さまざまな音楽のかたちを切り替えています」。
1983年に解散した後、メンバーのサイモン・ブースとラリー・スタビンスは、よりジャズ指向のワーキング・ウィークを結成した。

## ディスコグラフィ

### アルバム
- 『ラ・バリエテ』 - La Varieté (1982年、Rough Trade) ※全英インディー・チャート[1]4位
- 『早春』 - Nipped in the Bud (1984年、Rough Trade) ※ヤング・マーブル・ジャイアンツ、ザ・ジストも含むコンピレーション
- Tidal Blues (1994年、Vinyl Japan) ※Alison Statton & Spike名義

### EP
- 『ウィークエンド・ラスト・ライブ・アルバム』 - Live at Ronnie Scott’s (1983年、Rough Trade) ※全英インディー・チャート3位
- The '81 Demos EP (1995年、Vinyl Japan)

### シングル
- "The View from Her Room" / "Leaves of Spring" (1982年、Rough Trade) ※全英インディー・チャート7位
- "Past Meets Present" / "Midnight Slows" (1982年、Rough Trade) ※全英インディー・チャート6位
- "Drumbeat for Baby" / "Weekend Off" (1982年、Rough Trade) ※全英インディー・チャート8位